# Zwitserland op het Eurovisiesongfestival 2023

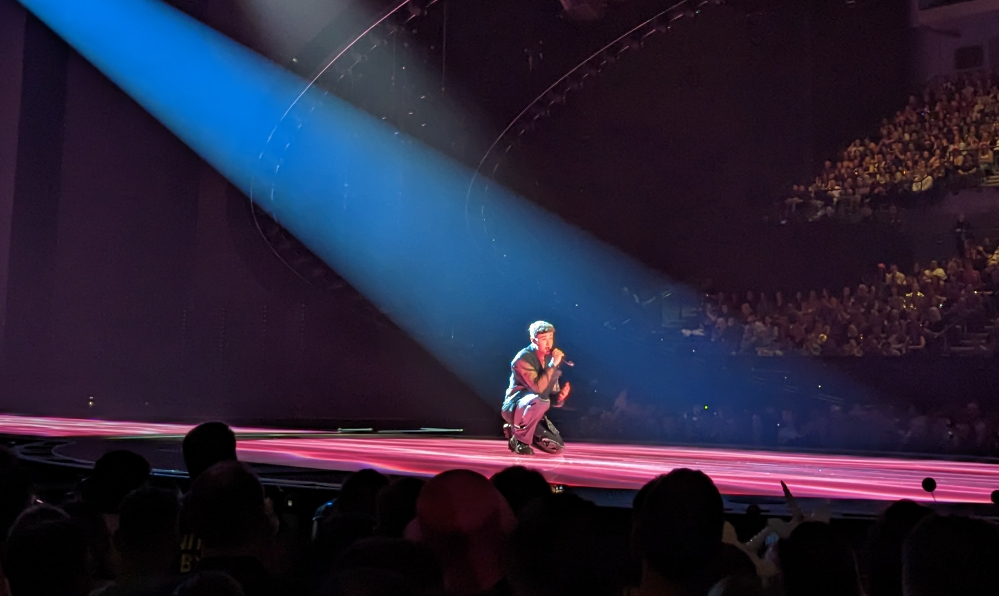
Remo Forrer tijdens de repetities voor het festival in Liverpool.

Zwitserland nam deel aan het Eurovisiesongfestival 2023 in Liverpool, Verenigd Koninkrijk. Het was de 62ste deelname van het land aan het Eurovisiesongfestival. SRG SSR was verantwoordelijk voor de Zwitserse bijdrage voor de editie van 2023.

## Selectieprocedure
Sinds 2019 kiest Zwitserland er  voor om intern een kandidaat naar het songfestival te sturen. In 2023 werden er twee panels  ingezet om tot de keuze van een deelnemer en een lied te komen. Naast een panel bestaande uit honderd Zwitserse televisiekijkers mochten ook een twintigtal muziekprofessionals van over de hele wereld hun mening delen. 
De Zwitserse omroep SRF maakte op 20 februari 2023 bekend dat het Remo Forrer het land zal vertegenwoordigen op het komende Eurovisiesongfestival in Liverpool. De zanger werd bekend door zijn deelname aan The Voice dat hij wist te winnen. 
Op 7 maart werd het lied uitgegeven waarmee Forrer naar Liverpool zal trekken, met als titel Watergun.

## In Liverpool
Zwitserland kwam uit in de eerste halve finale op dinsdag 9 mei. Tussen de acts van Kroatië en Israël. Zwitserland wist zich te plaatsen voor de grote finale. Daar haalde hij de 20ste plaats met 92 punten.
1956 · 1957 · 1958 · 1959 · 1960 · 1961 · 1962 · 1963 · 1964 · 1965 · 1966 · 1967 · 1968 · 1969 · 1970 · 1971 · 1972 · 1973 · 1974 · 1975 · 1976 · 1977 · 1978 · 1979 · 1980 · 1981 · 1982 · 1983 · 1984 · 1985 · 1986 · 1987 · 1988 · 1989 · 1990 · 1991 · 1992 · 1993 · 1994 · 1995 · 1996 · 1997 · 1998 · 1999 · 2000 · 2001 · 2002 · 2003 · 2004 · 2005 · 2006 · 2007 · 2008 · 2009 · 2010 · 2011 · 2012 · 2013 · 2014 · 2015 · 2016 · 2017 · 2018 · 2019 · 2020 · 2021 · 2022 · 2023 · 2024 · 2025
Albanië · Armenië · Australië · Azerbeidzjan · België · Cyprus · Denemarken · Duitsland · Estland · Finland · Frankrijk · Georgië · Griekenland · Ierland · IJsland · Israël · Italië · Kroatië · Letland · Litouwen · Malta · Moldavië · Nederland · Noorwegen · Oekraïne · Oostenrijk · Polen · Portugal · Roemenië · San Marino · Servië · Slovenië · Spanje · Tsjechië · Verenigd Koninkrijk · Zweden · Zwitserland